# Стільсько

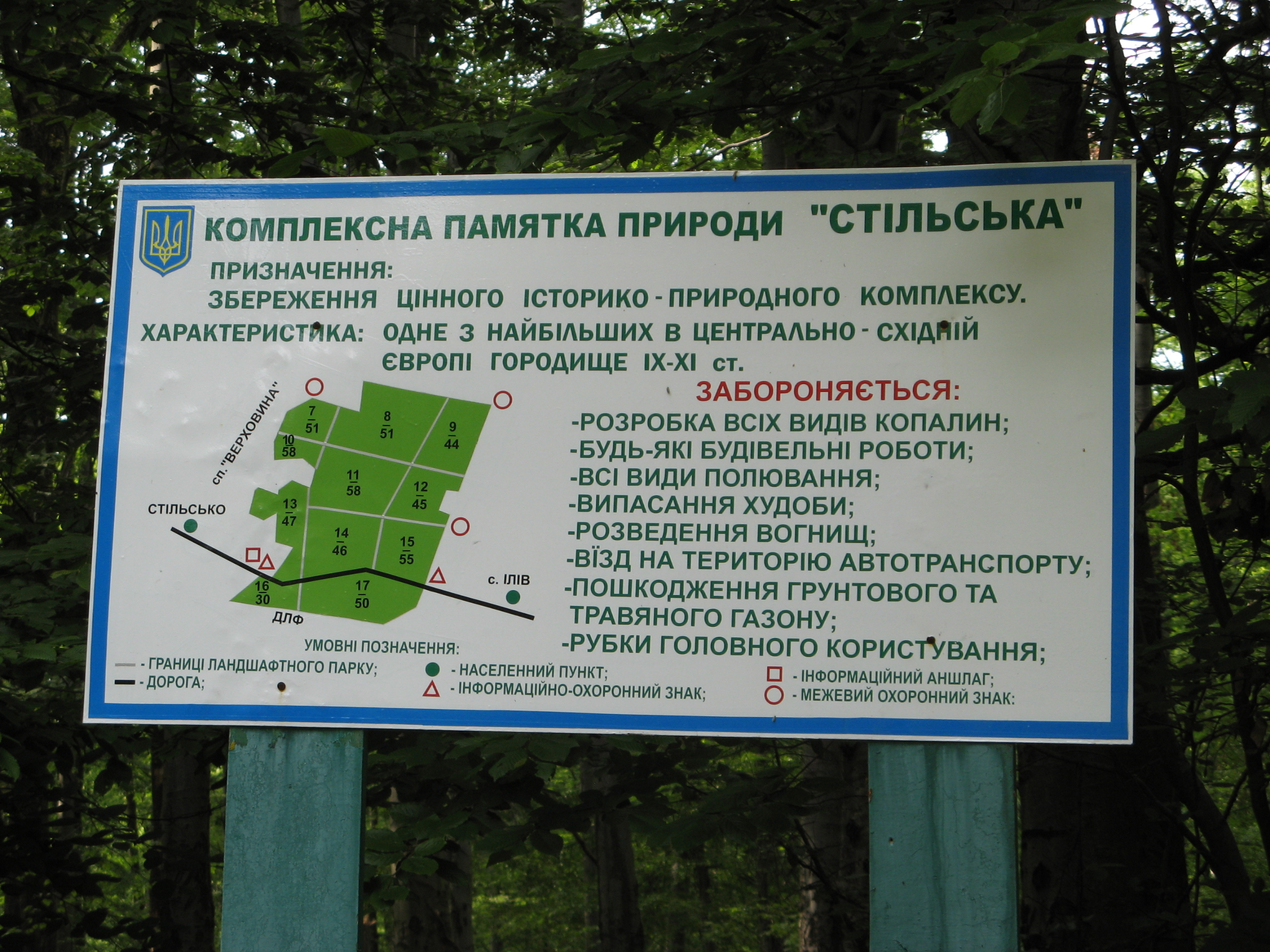
Інформаційна таблиця «Комплексна пам'ятка природи „Стільська“».

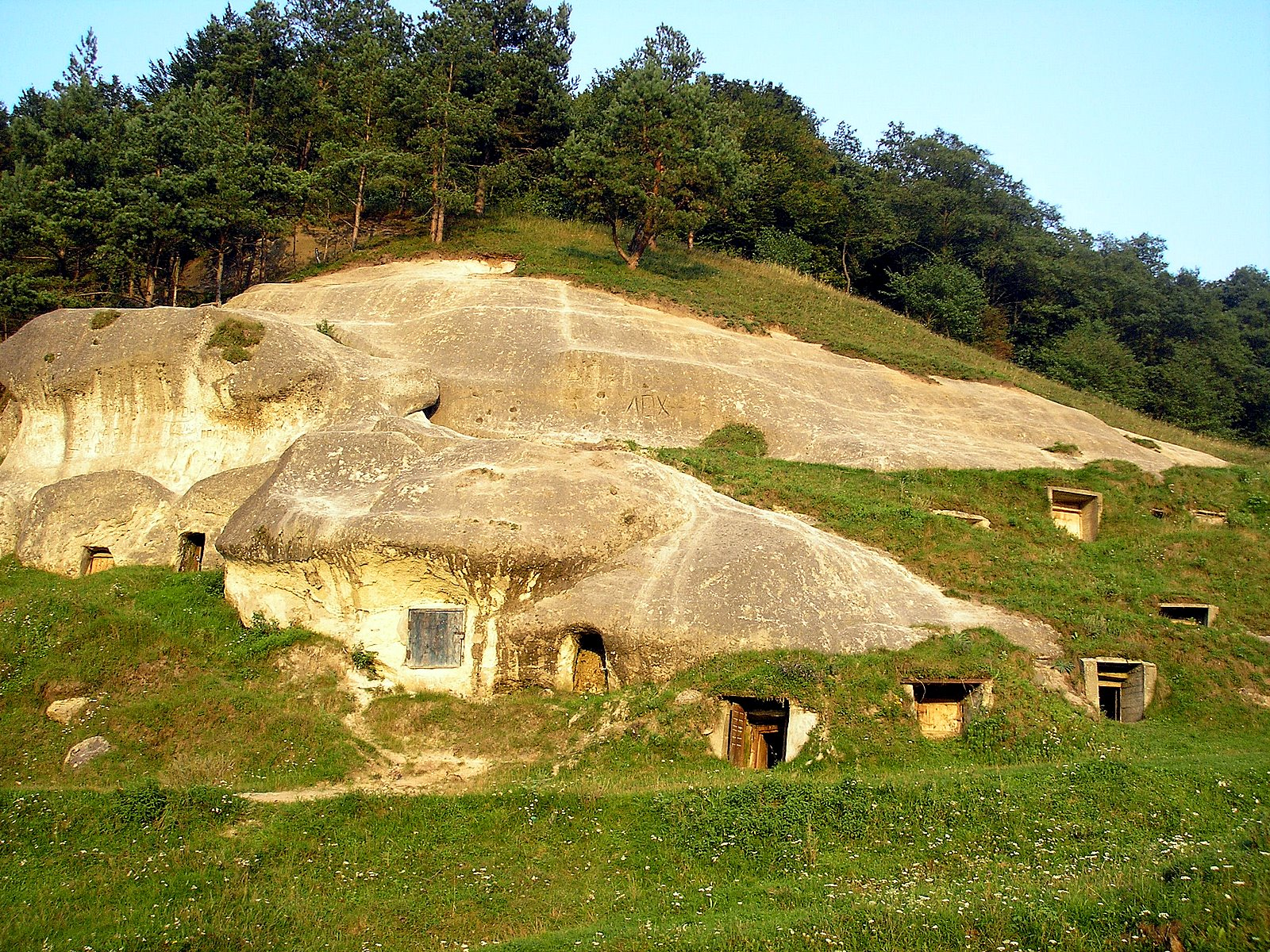
Вигляд на гіпотетичний печерний храм в с. Дуброва

Сті́льсько — село Стрийського району Львівської області. Населення становить 834 особи (2015 рік). Орган місцевого самоврядування — Тростянецька сільська рада.

## Географія
Розташоване за 10 км на схід від колишнього районного центру — міста Миколаєва, серед заліснених пагорбів Львівського Опілля. Через село з півночі на південь протікає річка Колодниця. На схід від села розташована комплексна пам'ятка природи — «Стільська».

## Герб та прапор
Срібний кам'яний стіл є асоціативним символом, який вказує на назву поселення (герб є промовистим). Також він уособлює одну з археологічних пам'яток, знайдених на території городища. Золота колиска відображає відому місцеву легенду і є цікавим самобутнім символом, характерним лише для Стільська, підкреслює його індивідуальність. Як прототип використано архаїчну колиску з власним конструктивним вирішенням, що лише засвідчує давність поселення.

## Стільське городище
Понад тисячоліття тому на Прикарпатті існувала країна слов'ян, відома як Велика або Біла Хорватія. У ватиканських архівах збереглися короткі грекомовні записи, зроблені не пізніше, як у 1330-х роках. У них повідомляється, що між містами Галичем та Володимиром є містечко Стольско — резиденція Галицької митрополії.
У 1980-х роках Верхньодністрянська археологічна експедиція Національної академії наук України започаткувала перші дослідження пам'яток східних хорватів у Верхньому Подністров'ї. Серед нововиявлених пам'яток особливої уваги заслуговує унікальний історико-культурний комплекс з центром — городищем IX–XI ст. у с. Стільському. У результаті досліджень встановлено, що на залісненому плато над селом у IX — на початку XI ст. існувало велике місто. Площа сягала 250 га, а довжина оборонних стін — близько 10 км. Колись на верху валів височіли дерев'яні стіни та вежі. До них ізсередини були прибудовані численні будівлі житлового, господарського та військового призначення. Довкола дитинця було укріплене передмістя, де проживало вільне міське населення. Тут розкопано кілька десятків житлово-господарських та ремісничих об'єктів, садиби окремих заможних містян.
Перекази повідомляють, що під городищем, глибоко під землею, розташоване підземне місто. Вчені стверджують наявність тут підземних лабіринтів, можливо, рукотворного походження.
Унікальний комплекс Стільського городища, що розкинувся на площі близько 200 км², є непересічною пам'яткою давньої слов'янської та української історії та культури, яка не має аналогів на європейському континенті.
Навесні 2020 року місцева влада спотворила городище VIII–X століття, встановивши поряд гіпсову фігуру «Матінки Божої». Роботи проводились без жодних дозвільних документів. Органи, що відповідальні за збереження історичної спадщини, ніяк не коментували знищення Стільського Городища.

## Легенди
В одному з переказів повідомляється, що на горі над селом в давні часи існувало велике місто — столиця князівства чи держави. Його недоступні стіни витримували численні ворожі набіги. Одного разу вороже військо довго утримувало місто в облозі, але так і не наважилося штурмувати його. Якось увечері ворожі полчища із запаленими смолоскипами почали відступати від міста. Повіривши у це, жителі міста зняли охорону і відчинили головні ворота. В цей час ворожий загін, що переховувався у засідці, увірвався в місто і підпалив його. Заграва пожежі високо здійнялась угору, що було умовним знаком до повернення ворожого війська. Місто тоді було спалене дотла. Переживши трагедію, уціліле населення переселилося у долину річки Колодниці, де заклало початок новому поселенню, яке назвало Стольсько на пам'ять про колишню столицю.
Пам'ять донесла до наших часів давні назви окремих частин міста: «Золоті Ворота», «Залізна Брама», «Вежа», «Княжа Криниця», «Коморище», «Підкоморище», «Химина долина», «Гребля» та інші.

## Фільм Habitat (2021)
Влітку 2021 року на терені Стільського городища відбувся проєкт організований дослідницею Софією Каськун та ГО «Екологія. Культура. Мистецтво». В рамках проєкту були реалізовані майстер-класи, а також фото-пленер, в результаті якого виконано серії фотографій про актуальне Стільсько. Також В рамках проєкту студія Zemla Studio зреалізувала три фільми «Habitat» — базовані на легендах та переказах місцевого населення, які розповідають історію першого дослідника Стільського городища Васила Дереша.